# Тенгрианство
Тенгриа́нство, или тенгри́зм — неологизм, одно из представлений о средневековой этнической религии тюрко-монгольских кочевников евразийских степей и Центральной Азии и испытавших их влияние народов, в которой, особенно на уровне государственного культа, высшим считался Тенгри — обожествлённое небо; а также одно из направлений в неоязычестве.
С 1990-х годов среди части населения Средней Азии, Южной Сибири, Поволжья и других регионов распространяется «кабинетное» тенгрианство в виде неоязыческого культа.

## Термин
В англоязычной литературе принят термин Tengrism. В тюркских языках используют два понятия: «Тенгир дин» и «Тенгир(ш/ч)илик», или Tengricilik. Автором термина «тенгризм/тенгрианство» является казахский этнограф XIX века Чокан Валиханов. В 1956 году французский востоковед Жан-Поль Ру ввёл этот термин в широкий научный оборот. В советские годы термин «тенгрианство» впервые появляется в книге «АЗ и Я» казахского поэта и тюрколога Олжаса Сулейменова.

## Исторические верования

Слово «Тенгри», написанное орхонским письмом

Основы понимания тенгрианства как традиционного культа, связанного с «верховным» богом Тенгри, сформулировал французский востоковед Жан-Поль Ру.
Важными источниками о средневековом тенгрианстве являются памятники древнетюркского рунического письма, особенно «Книга гаданий», а также эпос «Сокровенное сказание монголов».
Тюркские рунические памятники VIII—XI веков свидетельствуют об отсутствии у тюрок монотеизма, аниконичности их религии, наличии двух мировоззренческих пластов, воплощённых в паре высших сил каждый. Архаический космогонический пласт, верх и низ мироздания выражались в Кок тенгри (Голубое Небо) и Йер-Су (Земля и Вода). В качестве более позднего наслоения рассматривается пара антропоморфных богов Тенгри и Умай, представляющих собой мужское и женское начала. Тенгри в данном случае является не объединяющим «пантеон» понятием, а омонимами с разной семантикой.
Некоторые исследователи предполагают, что в религии тюрков и монголов было два модуса: народный и имперский, собственно тенгрианство. Если связанные с культом Неба народные верования (шаманизм) уходят в глубину веков, то монотеистическая имперская стадия сформировалась в эпоху Тюркского каганата либо, как полагает монгольский академик Ш. Бира, не ранее возникновения Монгольской империи.
Распространение буддизма, манихейства, христианства и ислама способствовало с VIII—X веков осмыслению частью тюрок Тенгри как верховного или единого бога. В разной форме в тенгрианских верованиях сохранялись также традиционные элементы шаманизма, тотемизма, поклонение солнцу, горам, предкам и др.

### Космология

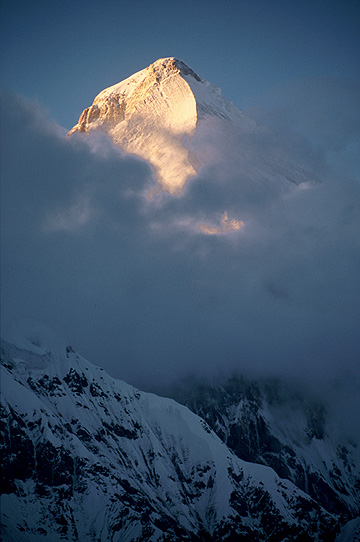
Пик Хан-Тенгри на закате

Как исследователи, так и сами современные тенгрианцы считают, что тенгрианство не имело сакральных текстов и основывалось на устной эпической традиции.
Кок-Тенгри (Синее небо или Голубое небо) — божество Голубого Неба — по мнению историка Кодара пантеистически/панентеистически как неантропоморфный Абсолют, идентичный даосскому Дао, индуистскому Пара Брахману, древнегреческому апейрону.
Все другие божества почитались в качестве манифестаций Тенгри либо духов природных стихий. Помимо Тенгри в древнетюркских рунических надписях присутствовал культ богини земли Умай и владыки подземного мира, рогатого старика Эрлика. Пантеон древних тюрков включал также Йер-Суб (Землю-Воду), Землю, Воду (Су иясе), Огонь (Ут-ана), Солнце (Кояш), Луну (Ай), Звезды, Воздух, Облака, Ветер, Смерч, Гром и Молнию, Дождь и Радугу. Монголы верили в 99 божеств-тэнгри.

### Культ
Н. Г. Аюпов подчёркивает «неинституциональный», мировоззренческий характер тенгрианства, где ключевыми принципами являются следующие:
- признание трансцендентального Сущего, безличного бога как Тенгри («атеистический монотеизм» по А. Кодару)[18];
- культ матери-природы (Умай, Этуген);
- вера в жизненную силу Кут («кудрəтлик»);
- поклонение душам умерших предков (онгон) «аруахам», которые незримо помогают своим потомкам[23].

## Культ Тенгри в построениях Льва Гумилёва
Л. Н. Гумилёв в книге «Древние тюрки» указывает, что «Культ неба — Тенгри — зафиксирован также орхонскими надписями». В другой своей работе «Тысячелетие вокруг Каспия». Историко-этнологическое исследование ойкумены Евразии за 1500 лет — с III в. до н. э. по XII в. н. э." он также называет «почитание Тенгри — Голубого Неба» общей «первобытной религией» для кыпчаков и «всей степной Евразии» и в книге «Поиски вымышленного царства (Легенда о „государстве пресвитера Иоанна“)» подчёркивает, что монголы эпохи Чингисхана исповедовали монотеистическую религию, в основе которой лежало почитание Вечного Неба.

## Неотенгрианство

Шанырак — символ тенгрианства

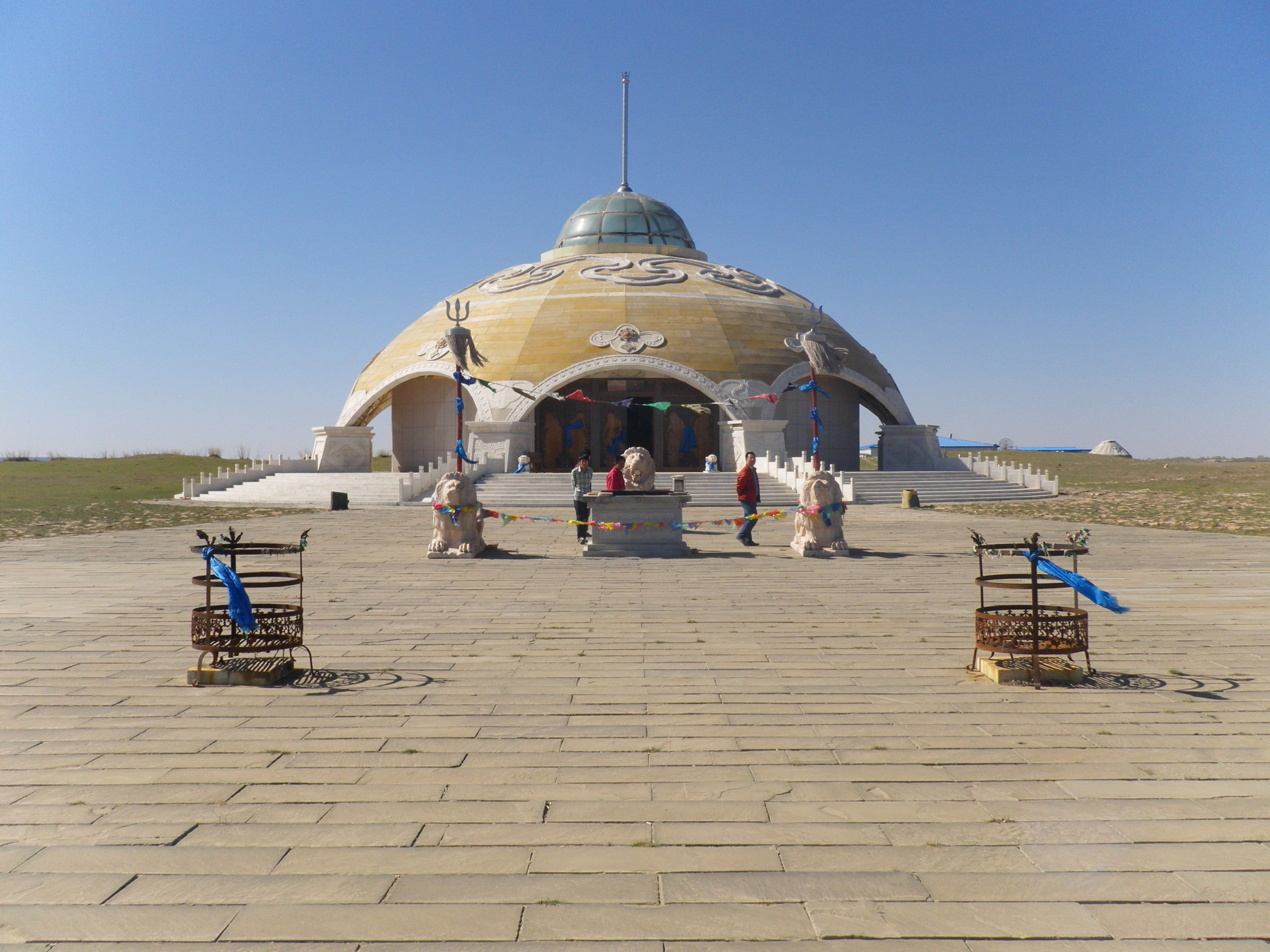
Тенгрианский храм в Ордосе (Внутренняя Монголия, Китай)

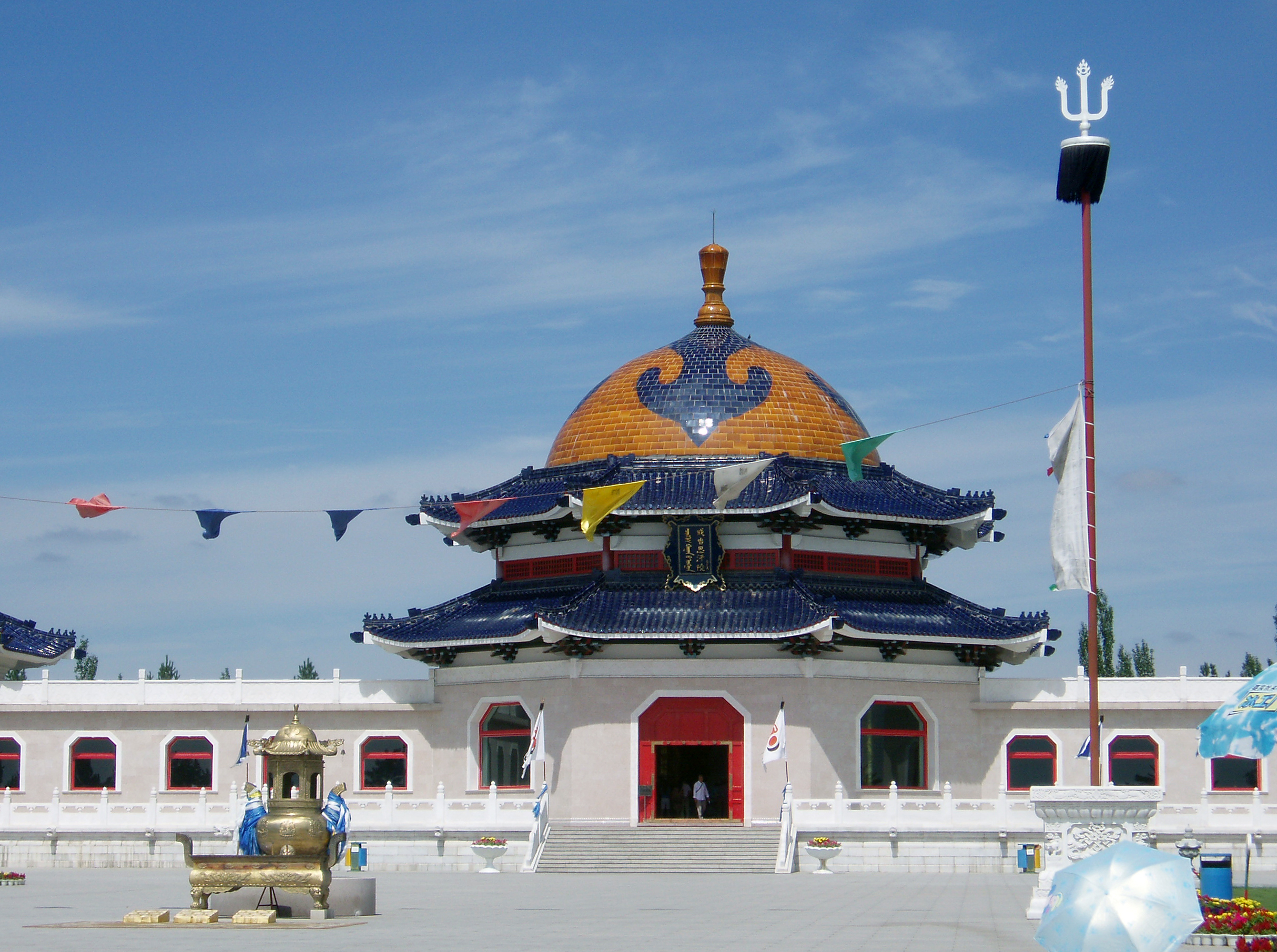
Храм-мавзолей Чингисхана в Ордосе (Внутренняя Монголия, Китай)

Наиболее известными современными идеологами и теоретиками тенгрианства являются Мурад Аджи (1944—2018), Сабетказы Акатай (1938—2003), Арон Атабек, Нурмагамбед Аюпов (1955—2010), Рафаэль Безертинов, Шагдарын Бира, Фирдус Девбаш, Иосиф Дмитриев (Трер) (1947—2018), Монгуш Кенин-Лопсан, Ауэзхан Кодар (1958—2016), Чоюн Омуралиев, Дастан Сарыгулов и Олжас Сулейменов.
Взгляд на тенгрианство как одну из древнейших и глубочайших религий мира имеет место, например, в работах Олжаса Сулейменова и поддерживается такими деятелями фолк-хистори, как Мурад Аджи.
В 1990-х годах появилось большое число последователей тенгрианства. На протяжении 1990-х годов декларации тенгрианства звучали у казахов, киргизов (по некоторым сведениям, интерес к тенгрианству проявлял одно время президент Аскар Акаев), башкир, кумыков, склонны причислять себя к этому движению и некоторые из современных алтайских бурханистов. Тенгрианство вызывало большой интерес у сибирской интеллигенции. В настоящее время у некоторых представителей тюркских народов, исповедующих ислам, тенгрианство воспринимается как «исконная» и «традиционная» религия тюркских народов, где Тенгри не только синоним Аллаха, но и выражение коллективного духа тюркских народов. Так религиоведы и социологи А. В. Щипков и С. Б. Филатов отмечают, что башкирский фольклор выступает как «живой носитель языческой тенгрианской традиции», где «в эпических и фольклорных сюжетах образ верховного языческого бога Тенгри слился с образом Аллаха». Кроме того, Щипков и Филатов указывают, что во время интервью по вопросу о том какое сегодня место тенгрианство занимает в «современной идеологии башкирского возрождения» лидеры общественной организации Башкирский народный центр «Урал» М. М. Кульшарипов и Д. Ж. Валеев решительно убеждали их в том, что оно, как отмечают Щипков и Филатов, «не имеет никаких перспектив в качестве организованной национальной религии, что языческий пласт — исключительно сфера народной художественной культуры и быта, и только в таком качестве БНЦ его поддерживает». А Валеев даже особо отметил, что «остатки поэтизируют жизнь и скрепляют национальную культуру». Несмотря на это Щипков и Филатов скептически отнеслись к заверениям Кульшарипова и Валеева, указав на то, что «в 1994—1995 годах в среде башкирской художественной интеллигенции появилось несколько человек, открыто заявивших о разрыве с исламом и переходе в тенгрианство — среди них писатель Ахмет Утебаев и художник Фарид Ергалиев». Оба исследователя отмечают, что в июне 1995 года во время проведения Всемирного курултая башкир произошло неприятное событие, когда один из участников поднялся на трибуну «в странных одеждах белоснежного цвета» и заявил, что отныне отрекается от ислама и «призвал башкирский народ возвратиться к вере предков — тенгрианству». Также исследователи обращают внимание на выход книги автора непризнанной в науке теории иранского происхождения башкирского народа С. А. Галлямова «Великий Хау Бен. Исторические корни башкордско-английского языка и мифологии», где «на основе лингвистического и мифологического анализа утверждается историческое первенство и истинность первоначальной религии башкир, основу которой, по мысли автора, составляют зороастризм и тенгрианство».
Археолог, этнолог и антрополог В. А. Шнирельман отмечая, что несмотря на то, что для современного мусульманского мира менее характерно, чем для христианского, появление неоязыческих движений, в то же время указал, что «среди тюркских народов кое-где наблюдается стремление „воссоздать“ якобы исконную единую тюркскую религию — тенгрианство». В качестве примера он приводит возникновение осенью 1997 года тенгрианское движения в Казани, во главе которого встал один из бывших лидеров Татарского общественного центра З. Х. Аглиуллин. Шнирельман высказал мнение, что «такое движение вряд ли имеет серьёзные перспективы», поскольку «одной из очевидных причин слабости неоязыческих тенденций в тюркском ареале является тот факт, что там нет нужды конструировать новую религию для того, чтобы противостоять русификаторским тенденциям православия», поскольку «там эту функцию успешно берёт на себя ислам». Кроме того он обращает внимание на деятельность в Татарстане лидера булгаристского (неоваисовского) движения, председателя казанского культурно-исторического клуба «Булгар аль-Джадид» Ф. Г.-Х. Нурутдинова, в чьей версии происхождения татар видит стремление «к маргинализации ислама и подчеркиванию тенгрианской основы „булгарского“ мировоззрения», а также то, «что он пытается привить своим сторонникам неоязыческие представления, подхватив эстафету у русских неоязычников и неоязыческих движений у ряда соседних поволжских народов». Также Шнирельман указывает, что Нурутдинов «провозгласил свастику „тенгрианским знаком“».
Один из идеологов тенгрианства в Калмыкии Б. А. Захаров считает, что здесь оно самым тесным образом переплетено с буддизмом заявляя, что «многие калмыки одновременно являются и буддистами, и тенгрианцами». Основным объединением с тенгрианской идеологией здесь является Калмыцкая общественная организация «Центр развития современной ойратской культуры „Тенгрин уйдл“ (Млечный путь)».
Вопреки отсутствию подтверждений в исторических источниках, популярными являются типичные для неоязычества заявления о том, что тенгрианство зародилось в V—IV тысячелетиях до н. э. (Р. Н. Безертинов и другие) либо и вовсе является древнейшей религией в мире, что и вовсе противоречит всем известным историческим знаниям и научным представлениям.
Культ Тенгри в тенгрианском неоязыческом фолк-хистори представляется следующим образом: богу Тенгри поклонялись, поднимая руки вверх, и клали земные поклоны. Священной стороной света считался север (для якутов восток). Праздник в честь Тенгри отмечался в середине июня (его отголоском являются сабантуй и ысыах), носил общенародный характер, сопровождался возжиганием огня на открытом воздухе и жертвоприношением. При выборе места для ритуала приоритет отдавался возвышенному месту, где росли березы. В процессе праздника у Тенгри испрашивали удачи и здоровья, молитвы именовались словом алгыс. Заканчивался праздник соревнованиями (стрельба из лука) и угощениями (ценился кумыс). В духе неоязычества делаются заявления об «экологической этике» тенгрианства (К. Боконбаев).
Подчёркивается, что характерной чертой тенгрианства является активность, упорство, взаимовыручка: «Тэнгри не только оказывает помощь, но и требует активности» (Р. Безертинов).
Символы в тенгрианском неоязычестве могут быть схожими с такими монотеистическими религиями, как христианство и ислам (особенно в суфийской его версии). Иногда Тенгри отождествляется с Богом Отцом и Аллахом, допускается бессмертие души. В учебной литературе Кыргызстана и Казахстана тенгрианство представлено в неразрывной связи с национальными и общетюркскими обычаями.
Вопреки отсутствию сведений в исторических источниках, деятель фолк-хистори М. Аджи утверждает, что равносторонний крест («аджи») является основным символом тенгрианства и от тюрок в IV веке был заимствован христианами. По другой версии сторонников тенгрианского неоязычества, символом тенгрианства является солярный знак «шанырак» (равносторонний крест в круге), восходящий к палеолитическим петроглифам и означающий также колесо и бубен. Также символом является руническое написание Тенгри.
В 2003 году в Бишкеке фондом Орда Тенгри была проведена первая международная научная конференция по тенгрианству «Тенгрианство — мировоззрение алтайских народов». Фонд и движение «Орда Тенгри» (кирг. Теңир Ордо) были основаны известным киргизским политиком и тенгрианцем Дастаном Сарыгуловым, опирающимся на идеи одного из первых идеологов доисламской религии на постсоветском пространстве — киргизского писателя Чоюна Омуралиева, изложенные в его книге «Тенгрианство» (1994). В 2014 году инициативная группа во главе с А. Усупбаевым заявила о намерении признать тенгрианство религией Кыргызстана.
С 2004 года в Болгарии существует движение «Воины Тенгри», которое воспринимает тенгрианство как исконную веру болгар до принятия христианства в IX веке и поставило целью восстановить её.

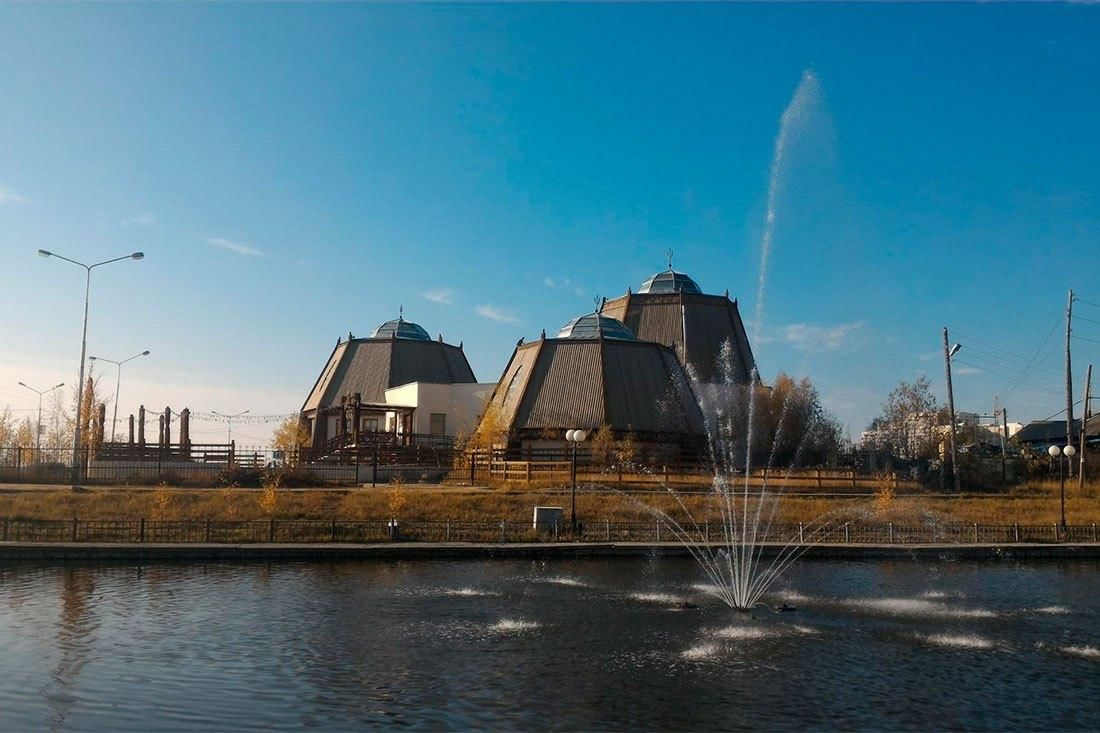
Дом Арчы, г. Якутск

Тенгрианство оказало влияние на становление неоязыческого движения в Якутии, где ставший во главе него кандидат филологических наук Л. А. Афанасьев написал вероучительную книгу «Айыы» («Творение») представляющую собой обновлённое тенгрианство. Причём Афанасьев убеждён в том, что якуты являются избранным народом, который смог сохранить в первозданном виде древнейшую религию на земле, которой он, разумеется, считает тенгрианство. Кроме того в Якутии само по себе тенгрианство рассматривается как связующее звено между тюркским миром и якутами (саха). Организационно учение Афанасьева оформлено как религиозное объединение Вера Айыы (ранее — «Кут-сюр»). В 2002 году в Якутске при поддержке правительства Республики Саха был открыт Дом Арчы, названный центром духовной культуры, где проповедуются идеи Афанасьева, организуются встречи и шаманские ритуалы. В 2019 году министерство юстиции РФ официально зарегистрировала религиозную группу «Айыы Тангара итэгэлэ (Вера в Айыы Тангара (Тенгри))» последователей Афанасьева.
Идеологией деиудаизации и возрождения тенгрианства проникнуты работы лидеров караимов и крымчаков Крыма, традиционно исповедовавших формы иудаизма (Давид Реби, Игорь Ашкинази (1954—2006) и другие) .
Среди других тенгрианских объединений: киргизский «Тенгирчилик», тувинская организация шаманов «Адыг-Ээрен — Дух Медведя», хакасское общество традиционной религии «Хан Тигир», бурятская религиозная организация шаманов «Тэнгэри», алтайские «Школа экологии души „Тенгри“» и «Тенгрианство — Небесная Вера», крымскотатарское «Общество Тенгри». В 2011 году ряд симпатизирующих тенгрианству учёных и лидеров тенгрианства зарегистрировали в Якутске «Международный фонд исследования Тенгри» (МФИТ). При его содействии, 16 апреля 2019 г. Министерством юстиции РФ (Управление по Республике Саха (Якутия)) зарегистрирована, как сообщается на сайте Фонда, «первая» тенгрианская религиозная организация «Айыы Тангара итэгэлэ (Вера в Айыы Тангара (Тенгри))».

### Аффилированная
- Аджи М. Европа. Тюрки. Великая Степь. — М.: Мысль, 1998. — 334 с. — 11 000 экз. — ISBN 5-244-00914-1.
- Адыг-Тулуш К. Д. Мистические тувинцы — скифы, хунны, тюрки Уранхая. Мистические шаманские видения Верховного шамана Тувы и России (тувин.). — 2-е изд., испр. и доп. — Кызыл: «Адыг-Ээрен — Дух Медведя», 2019. — 326 с. — 500 экз.
- Акатай С. Древние культы и традиционная культура казахского народа. — Алматы: КазНИИ культуры и искусствознания, 2001. — 363 с. — ISBN 9789965559075.
- Ақатай С. Н. Күн мен көлеңке: ғылыми-танымдық аңсар; Тарихи материалдар (казах.). — Алматы: Print-Express, 2011 [1990]. — 424 с. — 500 экз. — ISBN 978-601-7046-23-1.
- Атабек А. Йоллыг-Тегин. Памятник Куль-Тегина. — Алматы: Кенже-пресс, 2000.
- Афанасьев Л. А. (Тэрис). Айыы уорэҔэ (якут.). — Якутск: Министерство культуры Республики Саха (Якутия), 1993.
- Аюпов Н. Г.[каз.]. Тенгрианство как религиозная система / автореф. дис. ... к. филос. н.: 09.00.06. — Алматы, 1996. — 30 с.
- Аюпов Н. Г.[каз.]. Тенгрианство как открытое мировоззрение: Монография. — Алматы: КазНПУ имени Абая; Изд-во «КИЕ», 2012. — 256 с. — (Книга не имеет указаний, что она была одобрена к изданию указанным вузом, проходила редакторскую или корректорскую обработку в издательстве вуза). — 500 экз. — ISBN 978-601-254-587-8.
- Безертинов Р. Н. Тенгрианство — религия тюрков и монголов. — Н. Челны: Аяз, 2000.
- Безертинов Р. Н. Древнетюркское мировоззрение «Тэнгрианство»: Учеб. пособ. — Казань: РИЦ «Школа», 2006. — 164 с. — 2200 экз. — ISBN 5-94712-003-8.
- Бутанаев В. Я. Бурханизм тюрков Саяно-Алтая. — Абакан: Изд-во ХГУ им. Н.Ф. Катанова, 2003. — 260 с. — 1000 экз. — ISBN 5-7810-0226-X.
- Девбаш Ф. Татарские молитвы. — 2-е изд., перераб. и доп. — Казань: ПФ «Гарт», 2011. — 216 с. — ISBN 978-5-905372-03-2.
- Захаров Б. А. Путь Неба, или сокровенное знание ойратов. — Элиста: [б. и.], 2011.
- Кенин-Лопсан М. Б. Дыхание Чёрного Неба. Мифологическое наследие тувинского шаманства. — М.: Велигор, 2008. — 192 с. — ISBN 978-5-900504-85-3.
- Кодар А. А.[каз.]. Степное знание. — Астана: Фолиант, 2002.
- Өмүралиев Ч. Теңирчилик: Улуттук философиянын уңусуна чалгын (киргиз.). — Бишкек: Крон, 1994. — 288 с.
- Өмүралиев Ч. Теңирчилик: Коом-Мамлекет (киргиз.). — Бишкек: Кыргыз Жер, 2012. — 304 с. — 1000 экз. — ISBN 978-9967-26-597-4.
- Сарыгулов Д. И.[англ.]. Тенгрианство и глобальные проблемы современности. — Бишкек: Фонд Тенгир-Ордо[англ.], 2002. — ISBN 9967-21-186-5.
- Сулейменов О. Тюрки в доистории (о происхождении древнетюркских языков и письменностей). — Алматы: Атамұра, 2002. — 320 с. — ISBN 9965-05-662-5.
- Трер И. Хӗрӗх чалӑш хӗрлӗ ту (чув.). — Шупашкар: ÇИП, 2019.
- Тырысова З. Т. Ургÿлjикти учугы — Алтай Jаҥ (Нить вечности — Алтай Jан) (неопр.). — Горно-Алтайск, 2008. — 450 с.
- Урбанаева И. С. Шаманская философия бурят-монголов: центральноазиатское тэнгрианство в свете духовных учений: в 2 ч. — Улан-Удэ: Бурятский научный центр СО РАН, 2000. — ISBN 5-7925-0024-X.
- Фёдорова Л. В. Духовные основы евразийства. Культурно-цивилизационные аспекты. — Lambert Academic Publishing, 2012. — 308 с. — ISBN 978-3-659-13666-5.
- Цырендоржиев Б. Ж., Догбаева-Ринчино М. Р. Тэнгэридэ шүтэлгэ. Элинсэг хулинсагаймнай уряа. "Угай хүндэ" гэжэ үргэл, заншал = Тэнгэрианство. Зов предков. Почитание рода. — Улан-Удэ: Республиканская типография, 2019. — 142+[8] с. — 500 экз. — ISBN 978-5-91407-189-6. (бурят. и рус.)
- Шодоев Н. А. Основы алтайской философии. — Бийск, 2010. — 207 с.